# Малокрушлинецька сільська рада
Малокрушлинецька сільська рада — колишній орган місцевого самоврядування у Вінницькому районі Вінницької області з адміністративним центром у c. Малі Крушлинці.

## Населені пункти
Сільській раді підпорядковані населені пункти:
- c. Малі Крушлинці

## Склад ради
Рада складалася з 14 депутатів та голови.
Голова ради — Давидюк Юлія Михайлівна.